# فلاژی-اشز
فلاژی-اشز (به فرانسوی: Flagey-Echézeaux) یک کمون در فرانسه با جمعیت ۵۰۲ نفر است که در Canton of Nuits-Saint-Georges واقع شده‌است.